# Massimo Buscemi
Massimo Alfredo Giuseppe Maria Buscemi (Laveno-Mombello, 1º ottobre 1947) è un attore e personaggio televisivo italiano.

## Biografia
Buscemi ha partecipato a diversi film, ricoprendo ruoli secondari. Il suo esordio nel 1976, con il film Lettomania. In quello stesso anno è nel cast di Oh, Serafina! in un ruolo di poche battute.
Nel 1980 Maurizio Nichetti lo vuole in Ho fatto splash, ed anche Adriano Celentano lo aggiunge al cast dei suoi Asso e Il bisbetico domato dove impersona il contadino lombardo Biagi. Nel 1983 è in Un povero ricco di Pasquale Festa Campanile. Nel 1986 è un ladro di carrelli in Grandi magazzini, e nel 1991 recita nella sit-com Andy & Norman in cui Zuzzurro e Gaspare interpretano i personaggi di Neil Simon.
La sua popolarità è però dovuta principalmente al programma televisivo Rai Quelli che il calcio, dove, nella seconda metà degli anni novanta è stato ospite fisso, impersonando l'enigmatico esperto Massimo Alfredo Giuseppe Maria che sapeva tutto di campionati, squadre, calciatori e che si definiva "...tassonomico e non nozionistico..." e che concludeva ogni descrizione con il tormentone "Tutto questo, per la precisione".
Spesso inquadrato dalle telecamere, ma intervenendo raramente in voce, alla presenza di un ex-calciatore ospite della singola puntata, ne elencava il curriculum, sempre con un tono serioso e uno sguardo torvo. Iscritto all'Ordine dei giornalisti dal 2001, è spesso ospite delle trasmissioni sportive di 7 Gold; è stato inoltre addetto stampa e assistente di Zuzzurro e Gaspare.

## Filmografia
- Oh, Serafina!, regia di Alberto Lattuada (1976) non accreditato
- Lettomania, regia di Vincenzo Rigo (1976)
- Che dottoressa ragazzi!, regia di Gianfranco Baldanello (1976)
- Milano... difendersi o morire, regia di Gianni Martucci (1978)
- Moglie nuda e siciliana, regia di Andrea Bianchi (1978)
- Semmelweis (1980)
- Ho fatto splash, regia di Maurizio Nichetti (1980)
- Il bisbetico domato, regia di Castellano e Pipolo (1980) non accreditato
- Il terno a letto (1980)
- Asso, regia di Castellano e Pipolo (1981)
- Un povero ricco, regia di Pasquale Festa Campanile (1983)
- Grandi magazzini, regia di Castellano e Pipolo (1986)
- Andy & Norman, regia di Gianfrancesco Lazotti – serie TV (1991-1992)